# Monte Abu
O monte Abu ou Abu é o pico mais alto da cordilheira Aravalli no estado do Rajastão, oeste da Índia. Localiza-se no distrito de Sirohi, a 58 km de Palanpur (Guzerate). A montanha forma um distinto planalto rochoso de 22 km de comprimento por 9 km de largura. O pico mais alto da montanha é Guru Shikhar, com 1722 m de altitude. É referido como "um oásis no deserto", uma vez que de suas alturas nascem rios, lagos, cachoeiras e verdes florestas. O antigo nome do monte Abu é Arbudaanchal.

## História
Nos Puranas, a região e referida como Arbudaranya ("floresta de Arbhu") e Abu é um diminutivo deste nome antigo. Acredita-se que o sábio Vasistha retirou-se para o sul das encostas de Mount Abu para evitar as suas diferenças com o sábio Vishvamitra.

## Atrações turísticas

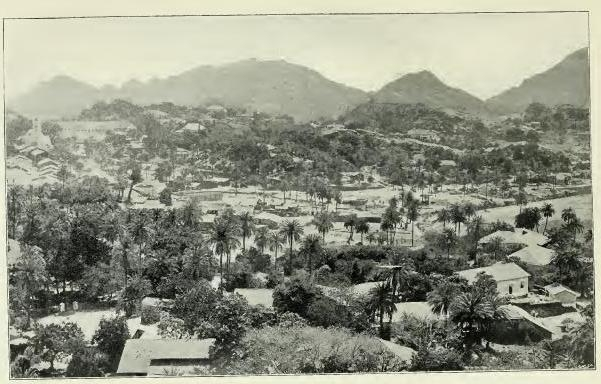
Vista de Mount Abu por volta de 1898.

A cidade de Mount Abu, a única fundada nas grandes altitudes do Rajastão pelos governantes coloniais europeus para se refugiarem das altas temperaturas do verão indiano, está localizada a uma altitude de 1220 metros. Tem sido um retiro popular para os habitantes do Rajastão e do vizinho estado de Guzerate há séculos. O Santuário da vida selvagem de Mount Abu foi criado em 1960 e abrange 290 km² da montanha.
Mount Abu é o lar de um número de templos jainistas. Os templos de Dilwara são um complexo de templos, talhados em mármore branco, que foram construídos entre os séculos XI e XIII. O mais antigo deles é o templo Vimal Vasahi, construído em 1031 pelo xá Vimal e dedicado aos primeiros jainas Tirthankaras. Os templos Lun Vasahi foram construídos em 1231 pelos irmãos Vastupal e Tejpal, que pertenciam à comunidade jaina Porwal. Eram ministros do Rajá Vir Dhawal, um governante local de Guzerate.
O forte de Achalgarh, construído no século XIV por Rana Kumbha de Mewar, fica nas proximidades. Inclui vários belos templos jainas, incluindo o templo Achaleswar Mahadev (1412) e o templo Kantinath (1513).
O lago Nakki é outra atração turística popular de Mount Abu. Há a Rocha do Sapo (Toad Rock) em um monte perto do lago. O templo Raghunath e o palácio do marajá de Jaipur ficam também sobre os morros próximos ao lago Nakki.
A montanha é também o lar de vários templos hindus, incluindo o templo Adhar Devi, esculpido em rocha sólida; o templo Shri Raghunathji; e um santuário e templo para Dattatreya construído no topo do pico Guru Shikhar. A sede mundial da ordem das senhoras renunciantes Brahma Kumaris também situa-se em Mount Abu, bem como a Universidade Espiritual Mundial de mesmo nome. O templo de Durga, o templo Ambika Mata encontram-se em uma fenda de rocha em Jagat, bem na parte externa de Mount Abu.

## Transportes e hotéis
A estação ferroviária mais próxima fica em Abu Road, nas planícies a cerca de 27 km a sudeste da cidade de Mount Abu. A estação pertence à principal linha da Indian Railways entre Deli, Palanpur e Ahmedabad.
Tem trens regulares para Jaipur, Jodhpur, Udaipur, Ajmer, Kotha, Indore, Bhopal, Gwalior, Jabalpur, Ujjain, Deli, Mumbai, Calcutá, Chennai, Hyderabad, Bangalore, Ahmedabad e Pune. Há muitos hotéis e pousadas que atendem todos os orçamentos.

## Demografia
Segundo o censo da Índia de 2001, Mount Abu tinha uma população de 22 045 habitantes. Os homens constituíam 58% da população e as mulheres 42%. Mount Abu tem uma taxa de alfabetismo de 67%, superior à média nacional de 59,5%: o alfabetismo do sexo masculino é de 77% e do feminino de 55%. Em Mount Abu, 14% da população está abaixo dos 6 anos de idade.